# Смішко Роман Володимирович
Роман Володимирович Смішко (нар. 18 березня 1983, Цесіс, Латвія) — український футболіст. Воротар естонського клубу ФКІ (Таллінн).

## Кар'єра
На міжнародній арені у Лізі Європи, починаючи з 2011 року, спортсмен провів 12 матчів у складі Левадії.
Серед титулів футболіста наступні досягнення:
- Срібний призер Кубка Литви з футболу (1): 2007—2008
- Переможець Чемпіонату Киргизії з футболу (1): 2010
- Переможець (2): 2013, 2014 та  Срібний призер (1): 2012 Чемпіонату Естонії з футболу
- Володар Кубка (2): 2011—2012, 2013—2014 та Суперкубка (1): 2013 Естонії з футболу

У сезоні 2013, за підсумками опитування інтернет-порталу soccernet.ee, Роман Смішко був обраний найкращим воротарем Естонської Мейстріліги.